# 맞짱 (드라마)
《맞짱》은 tvN에서 2008년 10월 24일부터 2008년 12월 12일까지 방영된 리얼 액션 드라마이다.
젊은이들 사이에서 큰 인기를 끌고 있는 이종격투기의 현란한 액션에 비해 화려하진 않지만 순수한 열정이 숨쉬는 파이트클럽의 싸움꾼의 사랑과 꿈을 소재로 한 드라마

## 스토리
별 희망도 꿈도 없이 무심한 삶을 살아가는 주인공 강건은 놀이터에서 우연히 싸움판을 목격하게 되고, 같은 사무실에 근무하던 무능력하게만 보이던 최대리가 그곳에서는 최고의 파이터로 불린다는 사실을 알게 되면서 파이트 클럽에 호기심을 갖게 된다. 한낱 소시민에 불과했던 건은 파이트 클럽에서 각종 무술로 무장한 싸움꾼들을 하나하나 쓰러뜨리면서 전혀 다른 삶으로 바뀌게 되어간다. 심신이 강해지고, 삶을 대하는 자세 또한 능동적이고 적극적으로 변해가고, 오랫동안 숨겨오기만 했던 사랑마저 쟁취하면서 진정한 남자로 성장한다. 여러 가지 난관이 닥쳐오면서 좌절을 경험하지만 다시 일어서기를 반복해가며 더욱 강해지는 강건. 그 와중에 비열하고 악랄한 격투기 선수 기화로 인해 형 강진의 꿈은 한 순간에 무너지고 주인공 강건은 강진을 대신해 복수를 준비하는데...

## 등장 인물

### 주요 인물
- 유건 : 강건 역
- 이종수 : 강진 역

### 그 외 인물
- 강성진 : 오달식 역
- 이영진 : 소희 역
- 백도빈 : 최 대리 역
- 홍승진 : 배기화 역
- 장항선 : 강 관장 역
- 조덕현 : 하 과장 역
- 김수로 : 태껸의 씨 역
- 김한준
- 박상훈
- 문재원 : 현철 역
- 장문석 : 험악남친구 역

### 우정출연
- 엄태웅 : 아버지 역
- 데니스 강 : 선수 역
- 최무배 : 선수 역

| tvN 금요드라마                                             | tvN 금요드라마                             | tvN 금요드라마                                   |
| 이전 작품                                                  | 작품명                                     | 다음 작품                                        |
| ---------------------------------------------------------- | ------------------------------------------ | ------------------------------------------------ |
| 막돼먹은 영애씨 시즌 4 (2008년 9월 5일 ~ 2008년 12월 19일) | 맞짱 (2008년 10월 24일 ~ 2008년 12월 12일) | 미스터리 형사 (2009년 1월 16일 ~ 2009년 3월 6일) |